# Madonna mit Kind (Tresses)

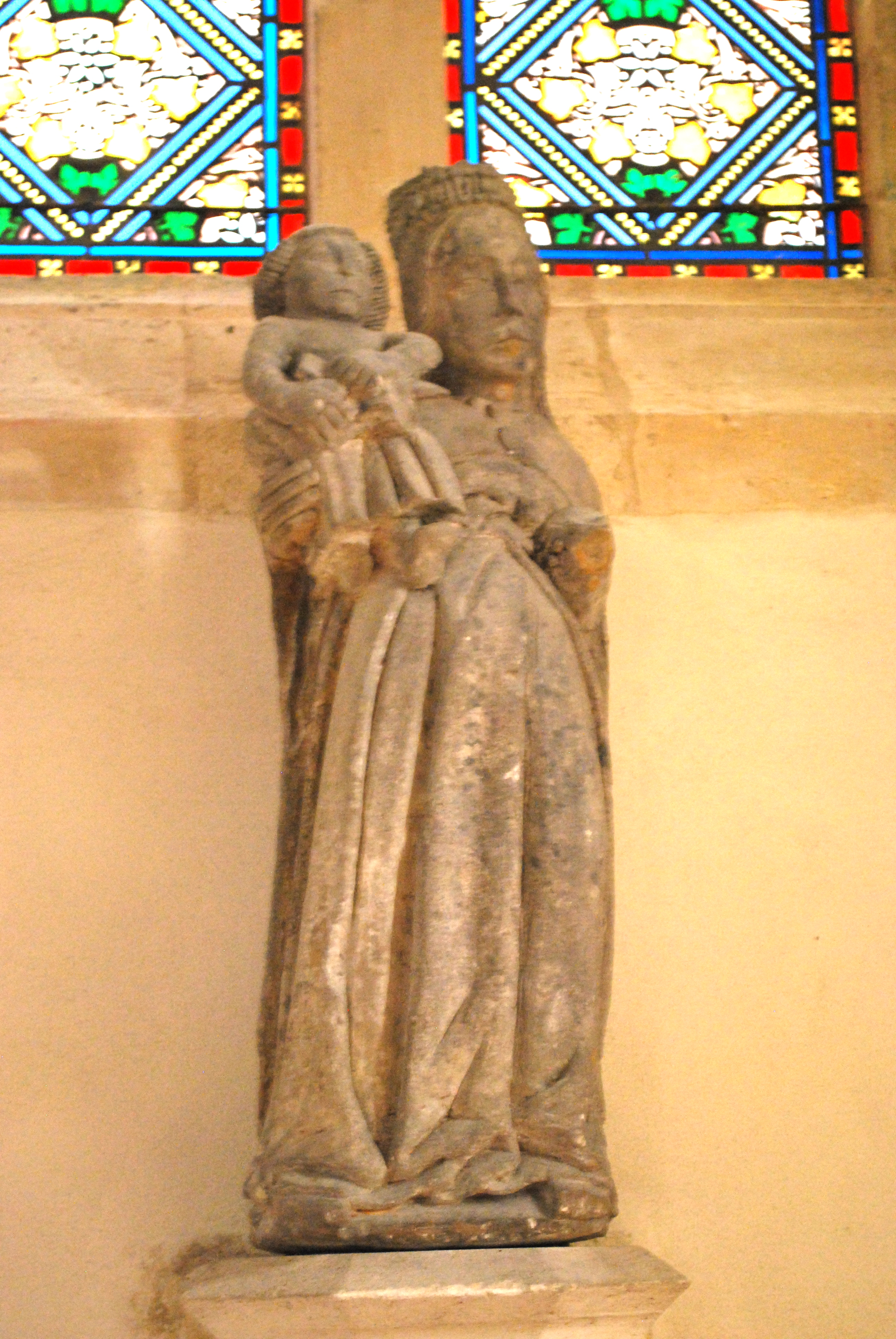
Madonna mit Kind in Tresses

Die Skulptur Madonna mit Kind in der Kirche St-Pierre in Tresses, einer französischen Gemeinde im Département Gironde der Region Nouvelle-Aquitaine, wurde um 1400 geschaffen. Im Jahr 1952 wurde die gotische Skulptur als Monument historique in die Liste der denkmalgeschützten Objekte (Base Palissy) in Frankreich aufgenommen.
Die Skulptur aus Kalkstein ist einen Meter hoch, sie war ursprünglich farbig gefasst. Maria trägt das Jesuskind auf dem rechten Arm und das Kind hält eine Taube in den Händen.